# Neothrips corticis
Neothrips corticis är en insektsart som beskrevs av Ian A. Hood 1908. Neothrips corticis ingår i släktet Neothrips och familjen rörtripsar. Inga underarter finns listade i Catalogue of Life.